# Școala hanafită

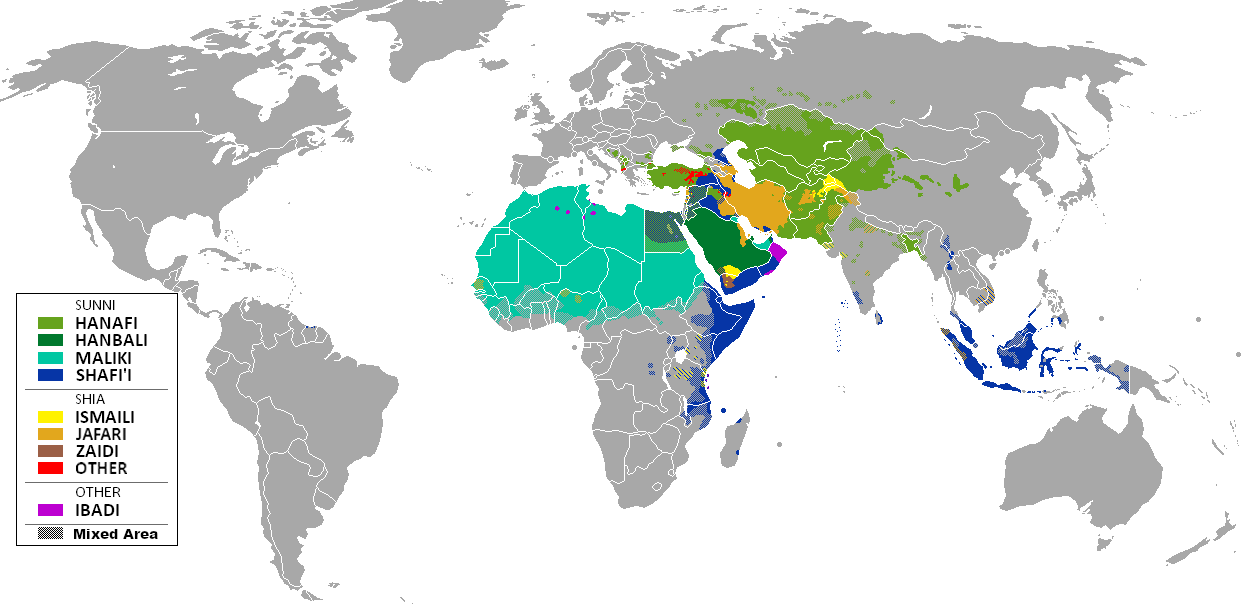
Regiunile musulmane unde predomină Școala Hanafită (verde deschis).

Școala hanafită (حنفي‎, transliterat hanafī) este una din cele patru școli (madhab) de jurisprudență ce aparțin islamului sunnit, alături de școala malekită, șafeită și Școala hanbalită. Școala hanafită este numită după învățatul Abu Hanifa (699-767), ale cărui perspective au fost păstrate de către doi din cei mai de seamă discipoli ai săi: Abu Yusuf și Muhammad al-Shaybani, care, mai târziu, au pus bazele a ceea ce mai târziu va fi hanafismul. 
Școala hanafită va avea cei mai mulți adepți din rândul musulmanilor sunniți, accetul fiind pus pe aspectele practice ale legii. În acest sens, în special în primele trei secole ale islamului, hanafiții erau axați, mai mult decât oricare altă școala de jurisprudență, pe manuale (shurut), documente notariale și ocupația și conduita judecătorului. Aceasta distinge față de celelalte trei școli prin faptul că punea mai puțin accent pe tradițiile orale în masă ca sursă de cunoaștere locală. Au acceptat obiceiurile locale ca pe o a doua sursă de lege, dupa Coran și hadith.
Jurisprudența hanafită rămâne și în prezent cea mai semnificativă școală din lumea musulmană, predominând în țări precum: Bosnia și Herțegovina, Kosovo, Albania, Turcia, Iordania, Liban, Siria, Emiratele Arabe Unite, Egipt, Kazahstan, Turkmenistan, Uzbekistan, Kârgâzstan, Pakistan, Afganistan, India sau Bangladesh. De asemenea, majoritatrea musulmanilor din România, în special cei de etnie turcă și tătară, urmează hanafismul.

## Caracteristici
Una din cele mai importante caracteristici ale școlii hanafite este faptul că pune accent pe Qiyas și Raa’i (opinia personală) mai mult decât pe alegerile hadith-urilor. Această școală nu recunoaște imamatul lui Ahlul Bayt.  
Oricât de clară este expresia voinței lui Dumnezeu în Coran sau în Sunna, mai puteau exista probleme de interpretare sau aplicare a principiilor, astfel, că, treptat s-au dezvoltat o serie de școli de jurisprudență (madhab), care poartă numele primilor autori în ale căror scrieri își au originea: hanfiții – de la Abu Hanifa; malikiții – de la Malik; șafeiții – de la Shafi’i; handbaliții – de la Ibn Hanbal, dar și alții, care au dispărut însă pe parcursul timpului. Aceștia aveau diferite opinii cu privire la anumite puncte fundamentale ale legii, ca și în privința unor principii de raționament juridic (usul al-fiqh), dar în special în privința rolului hadith-ului și al legitimității, a limitelor și metodelor ijtihad-ului - singura cale ca un musulman să evite eroarea era ca acesta să lase problema în seama învățaților din domeniul religiei, astfel încât ei să își folosească rațiunea pentru a clarifica hadith-ul și Coranul. Confruntați cu o situație nouă, cei abilitați trebuiau să recurgă la analogie (qiyas): trebuiau să găsească un element similar cu un alt element al unei situații asupra căreia se luase deja o decizie, iar un astfel de raționament riguros era numit ijtihad, iar justificarea se găsea într-un hadith. Toate cele patru școli făceau parte din comunitatea sunnită. Cu toate acestea, alte grupuri de musulmani și-au făcut propriile sisteme de jurisprudență și de morală socială: ibadiții, zaydiții – în rândul sunniților și duodecimanii în rândul șiiților. 
Ca apărători ai unei norme deja stabilite pentru comportamentul social, aceștia puteau fixa, până la un anumit punct, limite pentru acțiunile suveranilor, sau cel puțin puteau să le ofere sfaturi. De asemenea, ei puteau juca rolul de purtători de cuvânt ai comunităților sau cel puțin ai unei componente urbane a comunității. În general, ei se țineau departe de administrație, dar și de societate, păstrând sentimentul că sunt un grup care beneficiază de călăuzire divină, fără legatură cu interesele suveranilor. 
În secolul al XI-lea se conturase deja o distincție clară între cele patru școli de interpretare morală și juridică. Uneori, legăturile dintre adepții unor diferite madhab-uri deveneau tensionate, la Bagdag, spre exemplu, în perioada abbasida, șafiismul și hanafismul au inspirat facțiuni urbane care au luptat unele împotriva altora. Ulterior, se poate spune că aceste diferențe au devenit mai puțin controversate, deoarece în anumite regiuni prevala câte un madhab. Malikiții au devenit aproape singura școală din Maghreb, șafiiții erau răspândiți în Egipt, Siria, Irak, Iran și Hijaz, hanfiții în Asia Centrală și India, iar hanbaliții constituiau un element important în Bagdad și ulterior Siria. Cu timpul, aceste școli de jurisprudență au ajuns să se accepte reciproc, asemenea celor de teologie. Unele diferențe dintre madhab-uri constau în definirea exactă și ponderea fiecărui principiu de jurisprudență. Școala hanafită a fost una din școlile care permiteau o oarecare flexibilitate în aplicarea ijtihad-ului – ei susțineau că analogia strictă nu trebuie să fie utilizată întotdeauna, iar învățații aveau capacitatea de a-și exprima preferința individuală în intepretarea Coranului și hadith-ului. Aceste principii constituiau fundamentul jurisprudenței, încercarea de a prescrie detaliat modul de viață (șariʿa) pe care musulmanii trebuiau să îl urmeze pentru a se supune voinței lui Dumnezeu. Toate acțiunile omului în relație cu Dumnezeu puteau fi incluse în următoarele categorii: obligatorii, recomandabile, neutre din punct de vedere moral, condamnabile sau interzise. 

Preceptele jurisprudenței hanafite în privința practicilor comerciale corespund practicilor urmate de negustorii egipteni, după cum reiese dintr-o serie de documente. Ceea ce era stipulat în șariʿa în legătură cu contractele s-a modificat prin acceptarea în codul hanfit a unor stratageme juridice (hiyal) prin care anumite practici erau aduse în limita legii (dobânda, spre exemplu). Emiterea de reglementări și exercitarea autorității juridice de către suverani și demnitarii acestora se făceau cu condiția de a nu se depăși limitele impuse de șariʿa. Se considera că suveranul avea dreptul de a decide care cazuri trebuiau să fie prezentate pentru a fi judecate unui qadi și pe care trebuia să le păstreze pentru a lua el însuși decizii. Disputele asupra proprietății puteau fi aduse în fața unui qadi din cel mai apropiat oraș, pentru ca acesta să adopte o hotărâre sau să concilieze părțile, în cazurile necesare. Același lucru se putea întâmpla și cu contractele sau înțelegerile asupra cărora se dorea să se revină cu un caracter solemn și stabil. 

## Hanafismul și otomanii
Otomanii și tradiția islamică – știm că titlurile adoptate de suveranul otoman, ca padișah sau sultan, reflectau legătura lui cu tradiția persană a regalității, însă el era și moștenitorul unei tradiții specific islamice. Îndatorirea lor fundamentală ca și suverani musulmani era de a menține șariʿa, pentru a întări alianța sa cu populația musulmană. În perioada otomană, instituțiile prin care era păstrată șariʿa s-au apropiat foarte mult de suveran. Școala de jurisprudență preferată a otomanilor era cea hanafită, iar judecătorii care o aplicau erau numiți și plătiți de către guvern. Otomanii au creat un corp special de ʿulama oficiali, care jucau un rol important în administrația imperiului. În fruntea lor se aflau doi judecători militari, sub care se aflau qadi-ii marilor orașe, sub care se aflau qadi-ii din orașele mai mici sau cartiere. Atribuțiile unui qadi nu erau numai judiciare. El era și intermediarul prin care erau emise ordine și proclamații de către sultan și guvernatorii săi. Mufti-ii hanafiți erau numiți de către guvern pentru interpretarea legii, iar în fruntea lor se regăsea Șeyhülislam, mufti-ul Istanbulului, care era cel mai venerabil personaj. El era consilierul religios al sultanului. Toți cei numiți în funcții înalte în ierarhia juridică beneficiau de instruire în școli imperiale. 